# Sclerasterias heteropaes
Sclerasterias heteropaes är en sjöstjärneart som beskrevs av Fisher 1924. Sclerasterias heteropaes ingår i släktet Sclerasterias och familjen trollsjöstjärnor.
Artens utbredningsområde är Kalifornien. Inga underarter finns listade i Catalogue of Life.